# Marta Serrano
Marta Serrano Azpiazu (* 5. April 2003 in Madrid) ist eine spanische Leichtathletin, die sich auf den Hindernislauf spezialisiert hat.

## Sportliche Laufbahn
Erste internationale Erfahrungen sammelte Marta Serrano im Jahr 2021, als sie bei den U20-Europameisterschaften in Tallinn in 10:27,27 min den achten Platz über 3000 m Hindernis belegte. Anschließend gelangte sie bei den U20-Weltmeisterschaften in Nairobi mit 10:49,14 min auf Rang sechs und im Dezember wurde sie bei den Crosslauf-Europameisterschaften in Dublin nach 14:03 min 19. im U20-Rennen. Im Jahr darauf belegte sie bei den U20-Weltmeisterschaften in Cali in 10:08,85 min den siebten Platz im Hindernislauf und bei den Crosslauf-Europameisterschaften in Turin lief sie nach 14:14 min auf dem 43. Platz im U20-Rennen ein. 2023 wurde sie bei der 1. Liga der Team-Europameisterschaft, die im Zuge der Europaspiele in Chorzów stattfand, in 9:41,86 min Dritte im Hindernislauf und anschließend gewann sie bei den U23-Europameisterschaften in Espoo in 9:41,47 min die Bronzemedaille hinter der Deutschen Olivia Gürth und Greta Karinauskaitė aus Litauen. Im August schied sie bei den Weltmeisterschaften in Budapest mit 9:31,82 min im Vorlauf aus. Im Dezember gelangte sie bei den Crosslauf-Europameisterschaften in Brüssel mit 30:33 min auf den 62. Platz im U23-Rennen. Bei den Crosslauf-Europameisterschaften 2024 in Antalya lief sie nach 22:25 min auf dem 25. Platz im U23-Rennen ein. Im Jahr darauf wurde sie bei der 1. Liga der Team-Europameisterschaft in Madrid in 9:50,08 min Vierte über 3000 m Hindernis und anschließend gewann sie bei den U23-Europameisterschaften in Bergen in 9:30,74 min die Silbermedaille hinter der Finnin Ilona Mononen.
2023 wurde Serrano spanische Meisterin im 3000-Meter-Hindernislauf.

## Persönliche Bestzeiten
- 3000 Meter: 9:20,16 min, 6. Mai 2023 in Barcelona
  - 3000 Meter (Halle): 8:53,97 min, 7. Februar 2025 in Valencia
- 5000 Meter: 15:27,06 min, 18. Mai 2023 in Nerja
- 2000 m Hindernis: 6:30,83 min, 21. Mai 2022 in Madrid
- 3000 m Hindernis: 9:24,26 min, 9. Juni 2025 in Hengelo